# Nicole Flagothier
Nicole Flagothier, née le 9 janvier 1966 à Rocourt, est une judokate belge qui a évolué d'abord dans la catégorie des moins de 56 kg (poids légers), puis dans la catégorie des moins de 52 kg (mi-légers). 
Elle est affiliée au Judo Club de Neupré dans la province de Liège.

## Palmarès
Nicole Flagothier a remporté plusieurs grands tournois internationaux dont certains en World Cup et a participé aux Jeux olympiques de 1992.

Elle a été neuf fois championne de Belgique en sénior :
| Chpt de Belgique sénior | Chpt de Belgique sénior | 1986 | 1987 | 1988 | 1989 | 1990 | 1991 | 1992 | 1993 | 1994 | 1995 | 1996 | 1997 | 1998 | 1999 | 2000 |
| ----------------------- | ----------------------- | ---- | ---- | ---- | ---- | ---- | ---- | ---- | ---- | ---- | ---- | ---- | ---- | ---- | ---- | ---- |
| mi-légers               | -52 kg                  |      |      |      |      |      |      |      |      |      | -    | 1er  | 1er  | -    | -    | 2e   |
| poids légers            | -56 kg                  | 1er  | 2e   | 1er  | 1er  | 1er  | 1er  | 1er  | 1er  | -    |      |      |      |      |      |      |